# Algoritmo iterativo
Los algoritmos iterativos son algoritmos que se caracterizan por ejecutarse mediante ciclos. Estos algoritmos son muy útiles al momento de realizar tareas repetitivas (como recorrer un arreglo de datos). Casi todos los lenguajes de programación modernos tienen palabras reservadas para la realización de iteraciones. 
La opción al uso de algoritmos iterativos es el uso de la recursividad en funciones. Estas implican una escritura más sencilla (corta), tanto para su implementación como para su entendimiento, pero en contraparte, utilizan mucho más recursos de sistema que una iteración debido a que necesitan, además del uso del procesador, la pila del sistema para "apilar" los diversos ámbitos de cada función.

## Ejemplo de uso de un algoritmo iterativo enC
```
 
#include
 
<stdio.h>

 

 
int
 
main
(
int
 
argc
,
 
char
**
 
argcv
)

 
{

   
for
(
int
 
i
 
=
 
1
;
 
i
 
<=
 
10
;
 
i
++
)
 
{

      
printf
(
"¡Esta es la vez %d que hago esto!
\n
"
,
 
i
);

   
}

   
return
 
0
;

 
}

```

## Ejemplo de uso de un algoritmo iterativo enPascal
```
 
Program
 
Itera
;

 
var

   
i
:
 
Integer
;

 
Begin

   
for
 
i
:=
 
1
 
to
 
10
 
do

     
writeln
(
'¡Esta es la vez '
,
i
,
' que hago esto!'
)
;

 
End
.

```

- Datos: Q16528825